# Station Woodbridge
Woodbridge is een spoorwegstation van National Rail in Woodbridge, Suffolk Coastal in Engeland. Het station is eigendom van Network Rail en wordt beheerd door Greater Anglia. 